# Анья (провінція Падуя)
Анья (італ. Agna, вен. Agna) — муніципалітет в Італії, у регіоні Венето, провінція Падуя.
Анья розташована на відстані близько 370 км на північ від Рима, 45 км на південний захід від Венеції, 28 км на південь від Падуї.
Населення — 3382 особи (2014).
Щорічний фестиваль відбувається 10 серпня. 

## Демографія
Населення за роками:

Станом на 1 січня 2023 року в муніципалітеті офіційно проживало 238 іноземців з 15 країн, серед них 39 громадян країн Євросоюзу та 6 громадян України.

## Сусідні муніципалітети
- Ангуїллара-Венета
- Арре
- Баньолі-ді-Сопра
- Кандіана
- Каварцере
- Кона
- Корреццола